# 小島町 (川崎市)
小島町（こじまちょう）は、神奈川県川崎市川崎区の町名である。住居表示が実施されているが、丁目は設けられていない。面積は735,363.6m²で、その大半が工場で占められており、人口はごくわずかである。

## 地理
埋立によりできた土地で、1969年（昭和44年）に、川崎市大師河原から新設された。
川崎区の北部、京急大師線小島新田駅から川崎貨物駅を越えた先に位置する。北は国道409号および神奈川臨海鉄道浮島線をはさみ殿町3丁目、西は江川3丁目に接する。東は多摩運河に面し、対岸の浮島町との間には浮島橋が架かる。南は末広運河に面し、対岸は夜光となる。中央部に日本冶金工業川崎製造所、多摩運河に面して大陽日酸京浜事業所があるほか、金属や機械、化学などの京浜工業団地の工場が立ち並ぶ。全域が工業専用地域に指定されているため、住民はわずかである。

## 事業所
2021年（令和3年）現在の経済センサス調査による事業所数と従業員数は以下の通りである。
| 町丁   | 事業所数 | 従業員数 |
| ------ | -------- | -------- |
| 小島町 | 74事業所 | 2,417人  |

### 事業者数の変遷
経済センサスによる事業所数の推移。
| 年                 | 事業者数 |
| ------------------ | -------- |
| 2016年（平成28年） | 75       |
| 2021年（令和3年）  | 74       |

### 従業員数の変遷
経済センサスによる従業員数の推移。
| 年                 | 従業員数 |
| ------------------ | -------- |
| 2016年（平成28年） | 2,379    |
| 2021年（令和3年）  | 2,417    |

## その他

### 日本郵便
- 郵便番号 : 210-0861[2]（集配局 : 川崎港郵便局[11]）

### 警察
町内の警察の管轄区域は以下の通りである。
| 番・番地等 | 警察署         | 交番・駐在所 |
| ---------- | -------------- | ------------ |
| 全域       | 川崎臨港警察署 | 殿町交番     |